# Rufinus (oströmischer Feldherr)
Flavius Rufinus (altgriechisch Ρουφῖνος; * um 335 in Eauze in Aquitanien; † 27. November 395) war ein spätantiker römischer Feldherr und Staatsmann.

## Leben
Rufinus stammte aus der kleinen Provinz Novempopulana im Süden Galliens und kam unter der Herrschaft von Theodosius I. an den oströmischen Hof, wo er 388 als magister officiorum bezeugt ist. Als solcher war er auch Mitglied des den Kaiser beratenden Staatsrats, des consistorium. Der Kaiser, der selbst aus dem Westen stammte, war angeblich vor allem von seinem religiösen Eifer angetan: Rufinus war Christ, begleitete Theodosius auf dem Feldzug gegen Magnus Maximus und nach Rom, und er hatte erfolgreich zwischen Ambrosius von Mailand und dem Kaiser vermittelt. Rufinus war in der Reichselite bestens vernetzt und tauschte mit weströmischen Senatoren, etwa Symmachus, ebenso Briefe aus wie mit griechischen Intellektuellen, etwa Libanios. Im Jahr 392 wurde er zum praefectus praetorio per Orientem ernannt; gleichzeitig bekleidete er zusammen mit Arcadius, dem ältesten Sohn des Kaisers, das Konsulat, was eine hohe Ehre darstellte. Zwei Rivalen um die Macht, die erfolgreichen Heermeister Promotus und Timasius, ließ er vom Kaiser entlassen. Rufinus, inzwischen zusammen mit Stilicho der engste Vertraute des Herrschers, blieb mit Arcadius in Konstantinopel, als Theodosius im Jahr 394 einen weiteren Bürgerkrieg im Westen ausfocht, und übernahm nach dessen Tod im Januar 395 als starker Mann hinter dem erst 17-jährigen Augustus Arcadius faktisch die Regierung der östlichen Reichshälfte.
Die vom weströmischen Heermeister Stilicho – der in Italien geblieben war und Arcadius’ jüngeren Bruder Honorius dominierte – angebotene Hilfe gegen die meuternden Visigoten, die sich nach Theodosius’ Tod erhoben hatten und Makedonien und Griechenland verwüsteten, wies der misstrauische Rufinus zurück und ließ die Visigoten in Illyrien einquartieren, angeblich in der Erwartung, dass sie von dort gegen den Westen ziehen würden. Hintergrund waren Rivalitäten zwischen den beiden Kaiserhöfen, da Stilicho Anspruch auf die oberste Autorität im Gesamtreich und die Vormundschaft über beide Kaiser erhoben hatte. Man fürchtete in Konstantinopel, eine weströmische Intervention gegen die Visigoten könne ein Vorwand sein, dem Osten den zwischen beiden Reichshälften umstrittenen Balkan zu entreißen. Daher forderte Rufinus von Stilicho stattdessen die Rücksendung der oströmischen Legionen, die Theodosius im Jahr 394 in den Westen begleitet hatten, und die Überstellung des Leichnams des toten Kaisers. Claudian hielt daraufhin am westlichen Kaiserhof eine überlieferte Rede (In Rufinum), die Rufinus als Hochverräter verunglimpfte; obwohl es sich offenkundig um Propaganda handelt, hat der Text das negative Bild des Prätorianerpräfekten bis in die moderne Forschung geprägt.
Rufinus wollte seine Tochter mit Arcadius verheiraten, um so seine Position abzusichern. Der Plan wurde jedoch durch den Widerstand des Höflings Eutropius vereitelt, der dafür sorgte, dass Arcadius sich stattdessen mit Eudoxia vermählte.
Rufinus wurde im November 395 auf Befehl von Gainas, dem Befehlshaber der oströmischen Truppen, welche er nach Konstantinopel zurückberufen hatte, ermordet, wahrscheinlich im Auftrag Stilichos. Seine Machtstellung am Hof ging jedoch nicht auf Gainas, sondern auf Eutropius über.